# مارك بي. كوهن
مارك بي. كوهن (بالإنجليزية: Mark B. Cohen)‏ هو صحفي ومحامي وسياسي أمريكي، ولد في 4 يونيو 1949 بنيويورك في الولايات المتحدة. حزبياً، نشط في الحزب الديمقراطي. وقد انتخب عضو مجلس نواب بنسيلفانيا.